# Base Naval de Kitsap
Base Naval de Kitsap é uma Região censo-designada localizada no estado norte-americano de Washington, no Condado de Kitsap.

## Demografia
Segundo o censo norte-americano de 2000, a sua população era de 7253 habitantes.

## Geografia
De acordo com o United States Census Bureau tem uma área de 
28,6 km², dos quais 28,6 km² cobertos por terra e 0,0 km² cobertos por água.

## Localidades na vizinhança
O diagrama seguinte representa as localidades num raio de 16 km ao redor de Bangor Trident Base. 